# Lunca Cernii de Sus, Hunedoara
Lunca Cernii de Sus este un sat în comuna Lunca Cernii de Jos din județul Hunedoara, Transilvania, România. Satul este situat la confluența a trei mari zone etnografice: Ținutul Pădurenesc, Țara Hațegului și Banatul de munte. Satul se afla in comuna Lunca Cernii de Jos cu o populatie de 1509 locuitori.
Accesul în localitate se face pe ruta Hunedoara - Teliuc - Cinciș - Toplița - Dăbâca - Hășdău - Lunca Cernii. Această comunicație se întinde de-a lungul râului Cerna până la izvoare. 
Comuna are în componență următoarele sate: Lunca Cernii de Jos, Lunca Cernii de Sus, Gura Bordului, Negoiu și Meria.